# Činov
Činov (německy Schönau) je téměř zaniklá vesnice, část obce Doupovské Hradiště v okrese Karlovy Vary v Karlovarském kraji. Leží severně od Stružné. Stojí u Mlýnského potoka na rozhraní Doupovských hor a Slavkovského lesa.

## Název
Název Činov je pravděpodobně odvozen z německého slova Schönau. V historických pramenech se objevuje ve tvarech: Schonow (1326, 1465), Ssonau (1567), Ssonaw (1570), Ssenowo a Czynowo (1623), Ssenaw (1654), Schönau a Cžinowice (1785), Schönau (1847) a Šenov nebo Schönau (1854–1923).

## Historie
První písemná zmínka o vesnici pochází z roku 1326 a nalézá se v zakládací listině, kterou opat oseckého kláštera pověřil Völfina, syna rychtáře Pesolda z Hartmannsgrünu, aby vymýtil les a založil vesnici v tzv. šemnickém újezdu. Nově založená osada byla po dobu sedmi let osvobozena od placení dávek, které byly stanoveny tak, že z každého lánu měly být dvakrát ročně zaplaceny dva groše a navíc odevzdáno jedno kuře a hrnec máku. Völfin se stal rychtářem a rychta měla zůstat i jeho potomkům.
Šemnický újezd zůstal v majetku kláštera až do roku 1465, kdy připadl panovníkovi a král Jiří z Poděbrad jej připojil k panství hradu Andělská Hora. Spolu s ní byl Činov v roce 1622 připojen ke Stružné. Po třicetileté válce ve vsi podle berní ruly z roku 1654 žilo osm sedláků, devět chalupníků a osm domkářů. Celkem měli 36 potahů, 54 krav, 73 jalovic, šestnáct ovcí, šest prasat a 21 koz. Na polích se pěstovalo žito, ale hlavním zdrojem obživy býval chov dobytka. Někteří obyvatelé si vydělávali také povoznictvím nebo výrobou šindelů.
Severozápadně od vesnice se nachází skládka odpadů založená roku 1978, jejíž rozloha v roce 2007 dosáhla deseti hektarů. V únoru 2018 na ní vypukl rozsáhlý požár, jehož zvládnutí trvalo šest dní.

## Přírodní poměry

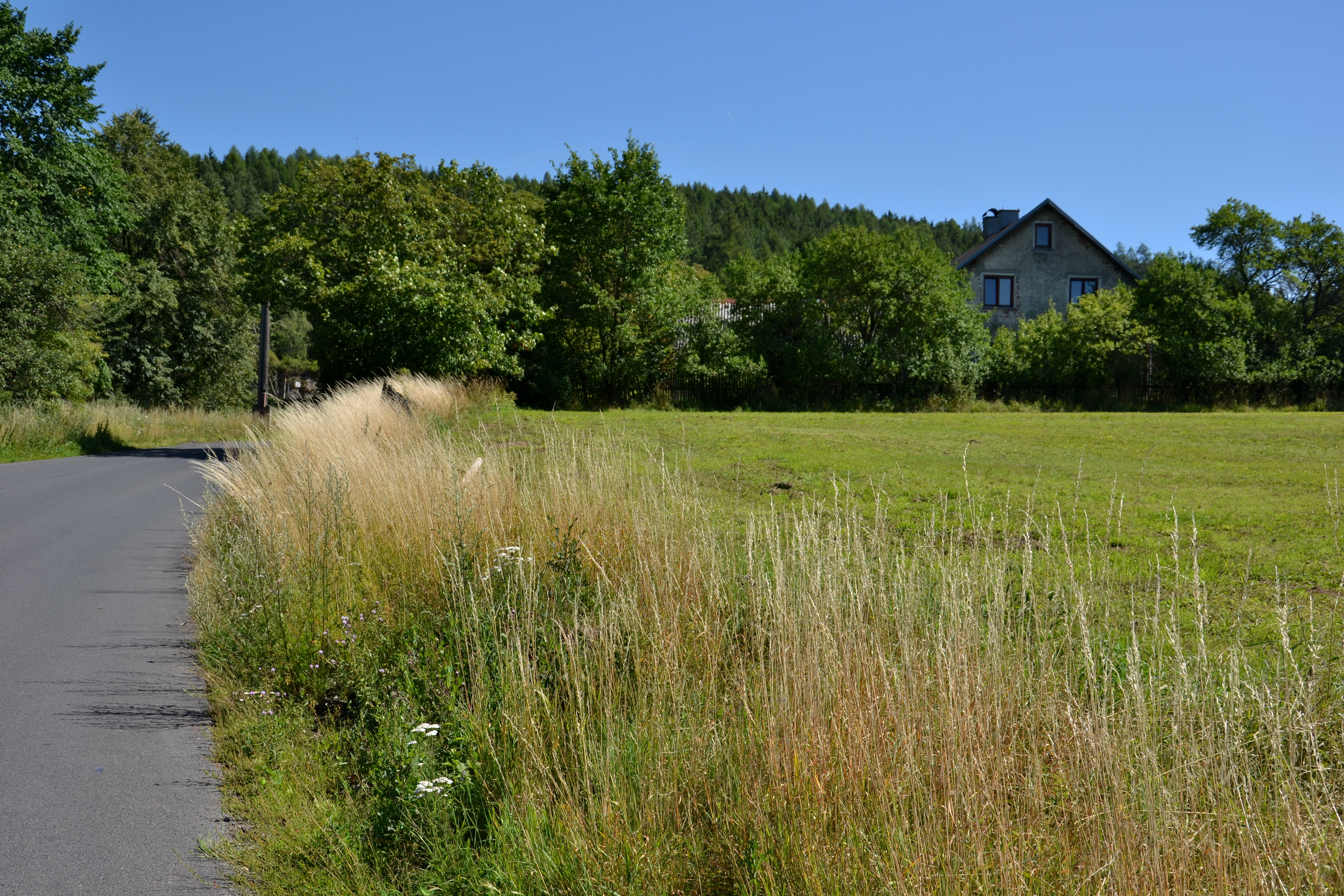
Pohled od jihu

Činov stojí u jižní hranice katastrální území Doupovské Hradiště v okrese Karlovy Vary, asi šest kilometrů severozápadně od Bochova. Nachází se v nadmořské výšce okolo 650 metrů v údolí Mlýnského potoka. Oblast leží na rozhraní jihozápadní části Doupovských hor, konkrétně v jejich okrsku Hradišťská hornatina, a okrsků Loketská vrchovina a Javorenská vrchovina ve Slavkovském lese. Půdní pokryv v okolí tvoří kambizem oglejená kyselá (severně a severozápadně od Činova) a kambizem dystrická. V místech skládky se nacházelo naleziště hyalitu.
V rámci Quittovy klasifikace podnebí Činov stojí v mírně teplé oblasti MT3, pro kterou jsou typické průměrné teploty −3 až −4 °C v lednu a 16–17 °C v červenci. Roční úhrn srážek dosahuje 600–750 milimetrů, počet letních dnů je 20–30, počet mrazových dnů se pohybuje od 130 do 160 a sněhová pokrývka zde leží 60–100 dnů v roce.

## Obyvatelstvo
Při sčítání lidu v roce 1921 zde žilo 508 obyvatel (z toho 239 mužů), z nichž bylo 503 Němců a pět cizinců. Všichni byli římskými katolíky. Podle sčítání lidu z roku 1930 měla vesnice 505 obyvatel: tři Čechoslováky, 489 Němců a třináct cizinců. Kromě jednoho evangelíka se hlásili k římskokatolické církvi.
V důsledku vysídlení Němců poklesly počet obyvatel Činova mezi lety 1939 a 1974 ze 457 a 95.
| Rok            | 1869 | 1880 | 1890 | 1900 | 1910 | 1921 | 1930 | 1950 | 1961 | 1970 | 1980 | 1991 | 2001 | 2011 | 2021 |
| -------------- | ---- | ---- | ---- | ---- | ---- | ---- | ---- | ---- | ---- | ---- | ---- | ---- | ---- | ---- | ---- |
| Počet obyvatel | 543  | 590  | 547  | 528  | 558  | 508  | 505  | 95   | 0    | 0    | 0    | 0    | 3    | 1    | 0    |
| Počet domů     | 83   | 86   | 88   | 88   | 93   | 93   | 94   | 69   | 0    | 0    | 0    | 0    | 2    | 2    | 1    |

## Obecní správa
Po zrušení patrimoniální správy se Činov stal roku 1850 obcí v okrese Bochov. Při sčítání lidu v roce 1869 a pozdějších byl uváděn v okrese Žlutice, do kterého podle Zdeny Binterová patřil až po první světové válce. V letech 1953–2015 byl součástí vojenského újezdu Hradiště. Po zřízení vojenského újezdu Hradiště se vesnice stala částí okresu Karlovy Vary. Od 1. ledna 2016 byla vesnice z vojenského újezdu vyčleněna a patří k obci Doupovské Hradiště.

## Pamětihodnosti

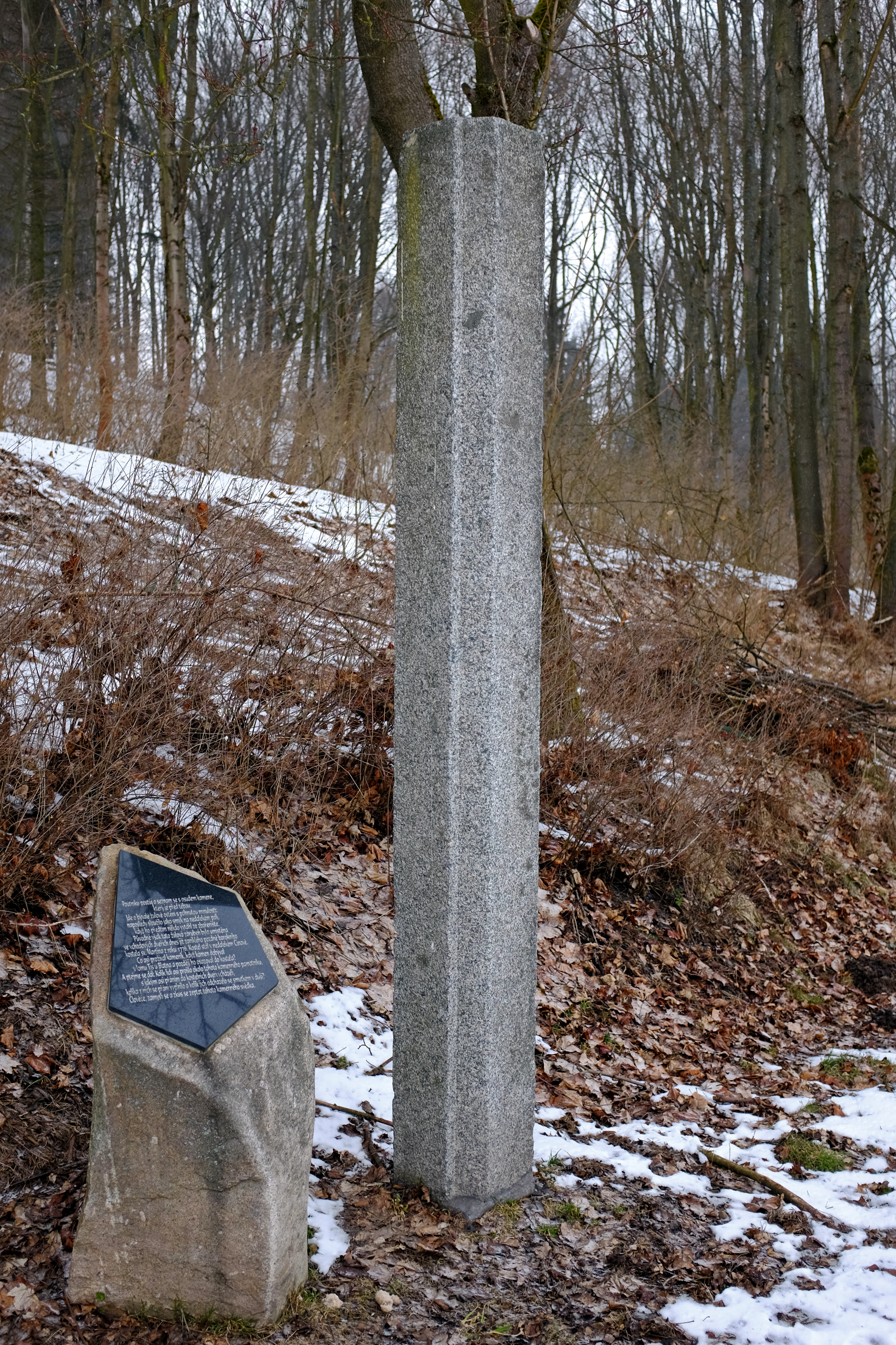
Kamenná zárubeň ze zaniklého kostela svatého Martina umístěná u cesty z Andělské Hory ke Stichlovu Mlýnu

Předchůdcem činovského kostela svatého Martina bývala dřevěná kaple. Kostel byl založen v roce 1776 hrabětem Leopoldem Hartigem a kaple od té doby sloužila jako márnice. Kostel býval filiálním v andělskohorské farnosti a později v žalmanovské farnosti. Měl obdélnou loď uzavřenou užším pravoúhlým presbytářem. Hlavní průčelí ukončoval trojúhelný štít, nad nímž ze střechy vybíhala věžička se zvonicí. Uvnitř býval oltář s obrazem svatého Martina z roku 1900 a varhany z roku 1874. Malířskou výzdobu v roce 1896 obnovil malíř Max Eberle. Z areálu kostela se dochovaly jen zbytky hřbitovní zdi, torza kaple a pomníků. Druhou církevní stavbou ve vesnici byla kaplička z roku 1856.